# Sendersuchlauf
Ein Sendersuchlauf, auch als Suchlauf bezeichnet, ist ein automatisierter Vorgang, der dazu dient, Sendefrequenzen in einem vordefinierten Wellenspektrum zu durchsuchen und sie anschließend im Tuner zu speichern.
Diese Funktion ist besonders gängig bei Radiogeräten, wie sie beispielsweise in Autoradios verwendet werden. Darüber hinaus findet der Sendersuchlauf auch Anwendung in einigen Mobiltelefonen, wie zum Beispiel dem Sony Ericsson K800, das die Möglichkeit bietet, Hörfunk zu empfangen. Zusätzlich wird die Suchlauf-Funktion in mobilen Navigationssystemen genutzt, um Informationen über den TMC-Empfang zu erhalten.
Nicht nur in Radios, sondern auch in Fernsehempfangsgeräten sowie in speziellen Empfangsgeräten wie Digitalreceivern und Satellitenfernsehempfängern ist der Sendersuchlauf integraler Bestandteil. Dabei deckt er verschiedene Empfangsarten ab, darunter Antennenfernsehen, Kabelfernsehen und/oder Satellitenfernsehen.
Die Bedeutung des Sendersuchlaufs liegt in seiner Fähigkeit, das Gerät automatisch auf verfügbare Sender abzustimmen, wodurch der Benutzer nicht manuell jeden Kanal eingeben muss. Dies steigert die Benutzerfreundlichkeit und ermöglicht eine effiziente Nutzung verschiedener Rundfunkdienste.

## Technischer Hintergrund
Technisch unterscheidet dabei eine Vorrichtung zwischen Hintergrundrauschen und tatsächlichen Sendefrequenzen.

## Entwicklung
In der Vergangenheit war zunächst das manuelle Einstellen (Tunen) des Senders notwendig (ohne Programmplätze), später die manuelle Speicherung auf Programmplätzen. Der Sendersuchlauf löst beide Techniken zunehmend ab.